# Honda SH 300
|}

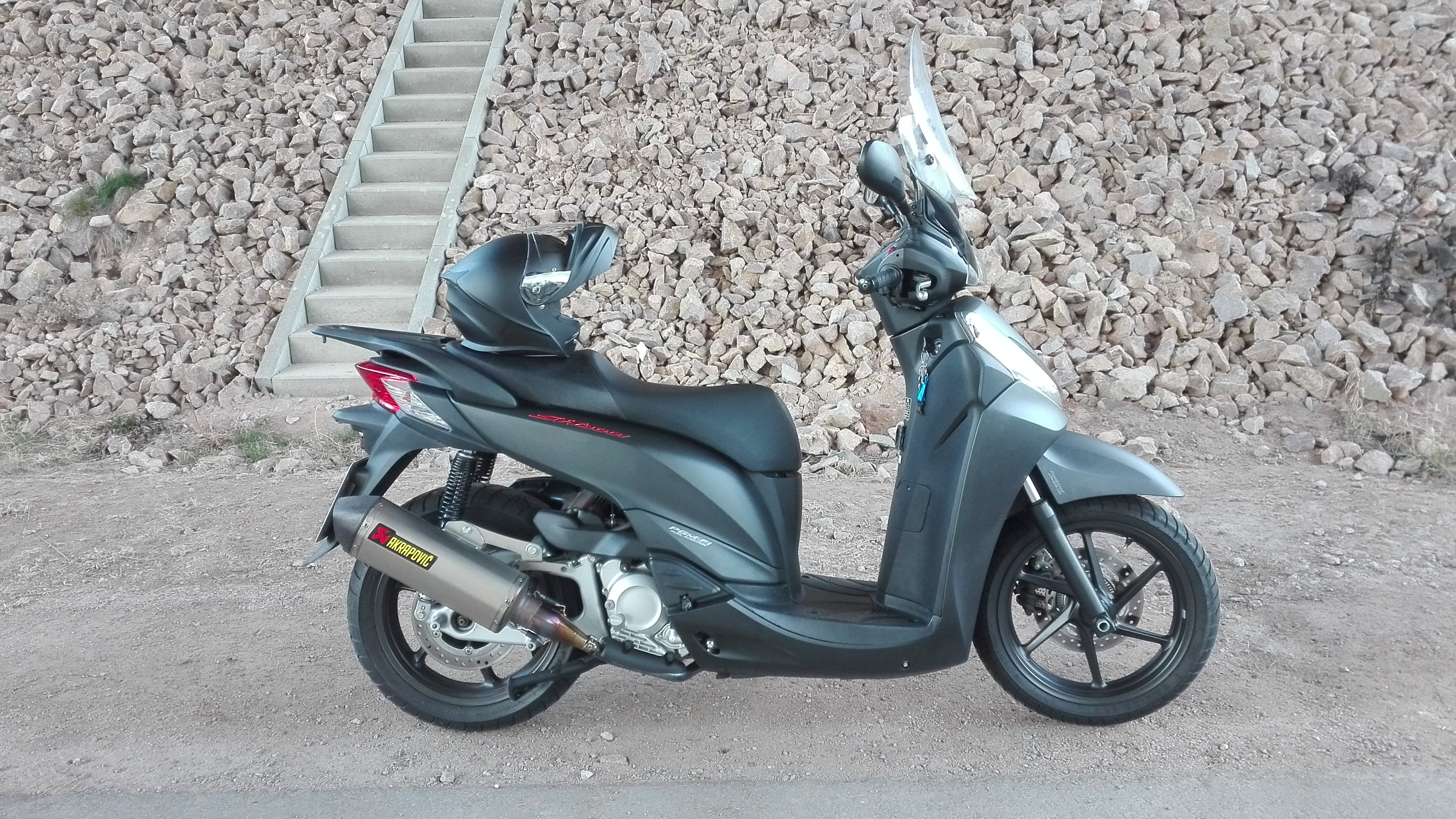
Honda SH 300 NF02 2014

Der Honda SH 300/A ist ein zweisitziger Motorroller von Honda. Das Modell erschien 2007 auf dem Markt und wird serienmäßig mit CBS-ABS und Topcase (seit 2008) ausgeliefert.

## Modellpflege 2015
Seit dem Modelljahr 2015 wird der SH 300 nicht mehr mit einem Combined-ABS, sondern einem 2-Kreis-ABS ohne Bremskreiskoppelung ausgeliefert. Außerdem wurde die gesamte Fahrzeugbeleuchtung auf LED-Technik umgestellt (nicht die Blinker) und der Roller verfügt über einen Transponderschlüssel (Entriegelt wird mit einem Drehknauf). Des Weiteren wurde der Motor auf die Aktuelle EURO 4 Abgasnorm umgestellt und hat 25 statt bisher 27 PS.

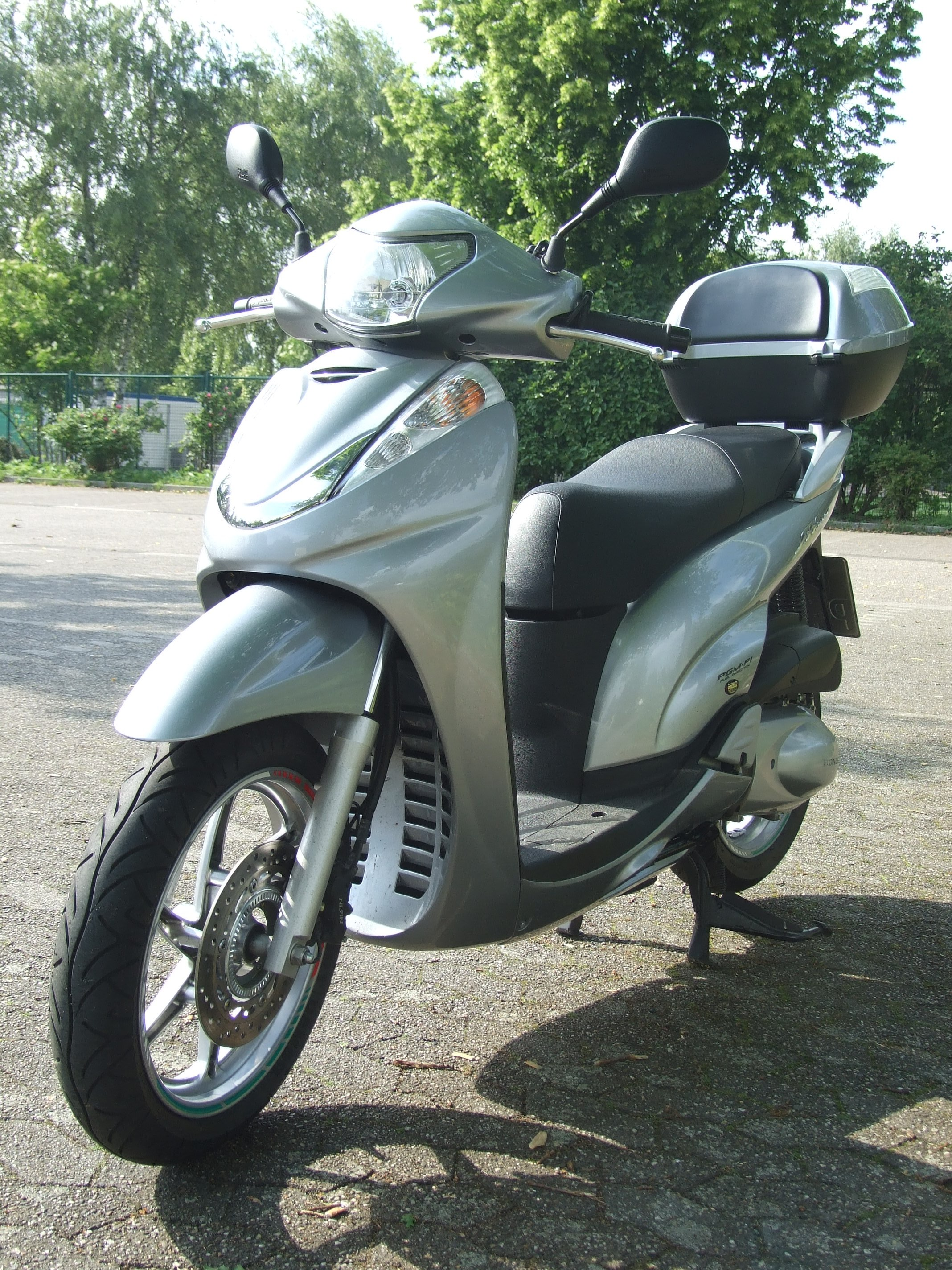
Honda SH 300A

## Technische Daten (Modell 2011)
|                                    | NF02 (2011–2015) | Änderungen zum NF05 (ab 2015)                                                                                                   |
| Motor                              | Flüssigkeitsgekühlter Einzylinder-Viertaktmotor mit obenliegender Nockenwelle und 4 Ventilen                                    | Flüssigkeitsgekühlter Einzylinder-Viertaktmotor mit obenliegender Nockenwelle und 4 Ventilen                                    |
| Zündung                            | Digitale Transistorzündung | Digitale Transistorzündung |
| Hubraum                            | 279 cm³, | 279 cm³, |
| Bohrung × Hub                      | 72,0 mm × 68,5 mm | 72,0 mm × 68,5 mm |
| Einspritzung                       | elektronische PGM-FI-Kraftstoffeinspritzung mit Schnell-Leerlaufautomatik und Sicherheitszündsystemabschaltung (Neigungssensor) | elektronische PGM-FI-Kraftstoffeinspritzung mit Schnell-Leerlaufautomatik und Sicherheitszündsystemabschaltung (Neigungssensor) |
| Abgasreinigung                     | Geregelter 3-Wege-Katalysator, EURO 3                                                                                           | EURO 4 |
| Verdichtung                        | 10,5:1 | 10,5:1 |
| Maximale Leistung (95/1/EC)        | 20,0 kW (27,2 PS) bei 8500/min                                                                                                  | 18,5 kW (25,2 PS) bei 7.500/min                                                                                                 |
| Maximales Drehmoment (95/1/EC)     | 26,5 Nm bei 6000/min | 25,5 Nm bei 5.000/min |
| Motoröl                            | Viskosität SAE 10W30 (JASO T903-Standard), Menge 1,2 l (nach Ablassen) bzw. 1,7 l (nach Zerlegung)                              | Viskosität SAE 10W30 (JASO T903-Standard), Menge 1,2 l (nach Ablassen) bzw. 1,7 l (nach Zerlegung)                              |
| Tankinhalt                         | 9,1 Liter | 9,1 Liter |
| Treibstoffqualität                 | Mind. 91 Oktan (Normalbenzin)                                                                                                   | Mind. 91 Oktan (Normalbenzin)                                                                                                   |
| Batterie                           | 12 Volt – 11Ah | 12 Volt – 11Ah |
| Sicherungen                        | Hauptsicherung 30A, Nebensicherungen 15A                                                                                        | Hauptsicherung 30A, Nebensicherungen 15A                                                                                        |
| Beleuchtung                        | Scheinwerfer 12V 55/60 W, Brems-/Schlussleuchte 12V 21/5W, Blinkleuchten 12V 21W, Tachobeleuchtung 12V 1,4 W (5 × LED)          | Fahrlicht, Fernlicht, Brems- und Schlussleuchte in LED-Technik Blinker 12 V 21 W                                                |
| Getriebe                           | Automatisches stufenloses Keilriemengetriebe mit Zahnradvorgelege, Enduntersetzung 8,571                                        | Automatisches stufenloses Keilriemengetriebe mit Zahnradvorgelege, Enduntersetzung 8,571                                        |
| Getriebeöl                         | Menge 0,28 l | Menge 0,28 l |
| Rahmen                             | Stahlrohr / Aluminium | Stahlrohr / Aluminium |
| Abmessungen (L × B × H)            | 2096 mm, 730 mm, 1187 mm | 2130 mm, 730 mm, 1195 mm |
| Sitzhöhe                           | 785 mm | 805 mm |
| Radstand, Lenkkopfwinkel, Nachlauf | 1430 mm, 27,3 Grad, 98 mm | 1440 mm, 27 Grad, 98 mm |
| Bereifung                          | vorne 110/70 – 16 M/C 52P Tubeless, hinten 130/70 – 16M/C 61P Tubeless                                                          | vorne 110/70 – 16 M/C 52P Tubeless, hinten 130/70 – 16M/C 61P Tubeless                                                          |
| Gewicht vollgetankt                | 170 kg | 169 kg |
| Zulässiges Gesamtgewicht           | 350 kg | 349 kg |
| Höchstgeschwindigkeit              | 131 km/h | 128 km/h |
| Service-Intervall                  | 6000 km | 12.000 km |

## Quelle
- Fahrerhandbuch